# Frata (Tar-Vabriga)
Frata – wieś w Chorwacji, w żupanii istryjskiej, w gminie Tar-Vabriga. W 2011 roku liczyła 74 mieszkańców.